# Chontalia cyanicollis
Chontalia cyanicollis là một loài bọ cánh cứng trong họ Cerambycidae.